# مت اسمیت (بازیکن فوتبال، زاده ۲۰۰۰)
متیو جرارد اسمیت (به انگلیسی: Matthew Gerrard Smith) (متولد ۵ اکتبر ۲۰۰۰) فوتبالیست حرفه‌ای انگلیسی است که به عنوان هافبک به صورت قرضی از آرسنال برای سوئیندون تاون بازی می‌کند.

## دوران حرفه‌ای
آرسنال
اسمیت در هارلو، اسکس متولد شد و کار خود را از هفت سالگی در آرسنال آغاز کرد. او با بازی در تیم‌های گروه‌های مختلف سنی آرسنال پیشرفت کرد. او بخشی از تیم آکادمی آرسنال بود که به فینال جام جوانان انگلیس ۲۰۱۸–۲۰۱۷ صعود کرد. در طول فصل ۱۹–۲۰۱۸، در حالی که برای تیم زیر ۱۸ سال آرسنال بازی می‌کرد، به وی این فرصت داده شد تا در رده سنی زیر ۲۳ سال آرسنال و در یک گروه سنی بالاتر ۶ بار بازی کند. عملکرد او باعث شد تا او اولین قرارداد حرفه‌ای خود را در آرسنال امضا کند. فصل بعد او در دو مسابقه مرحله گروهی جام EFL فصل ۲۰–۲۰۱۹، برای آرسنال زیر ۲۱ سال بازی کرد و همچنین در ژانویه ۲۰۲۰ نامزد دریافت جایزه بهترین بازیکن ماه لیگ برتر ۲ شد.
به دلیل وقفه در لیگ برتر۲۰۲۰–۲۰۱۹ در پی همه‌گیری ویروس کرونا در انگلستان، اسمیت توسط میکل آرتتا، سرمربی آرسنال فراخوانده شد تا با تیم اصلی تمرین کند. بعداً او برای بازی در لیگ برتر مقابل ساوت‌همپتون روی نیمکت آرسنال قرار گرفت. او ادامه فصل نیز نیمکت نشین بود اما هرگز فرصت بازی پیدا نکرد. او همچنین در فینال جام حذفی ۲۰۲۰ که قهرمانی آرسنال را به دنبال داشت به عنوان بازیکن ذخیره روی نیمکت نشست و اگرچه نتوانست در بازی حضور پیدا کند، مدال قهرمانی را از آن خود کرد.
قرض به سوئیندون
اسمیت در اوت ۲۰۲۰ برای مدت یک فصل به صورت قرضی به سوئیندون تاون از لیگ یک فوتبال انگلستان پیوست. او اولین گل خود را برای سوئیندون در پیروزی ۳–۱ مقابل روچدیل در ۱۲ سپتامبر ۲۰۲۰ به ثمر رساند.

## افتخارات
آرسنال
- جام حذفی فوتبال انگلستان: ۲۰–۲۰۱۹[۷]